# Panglao (Bohol)
Panglao is een gemeente in de Filipijnse provincie Bohol op het gelijknamige eiland Panglao. Bij de census van 2015 telde de gemeente bijna 34 duizend inwoners.

## Geografie

### Bestuurlijke indeling
Panglao is onderverdeeld in de volgende 10 barangays:
| - Bil-isan - Bolod - Danao - Doljo - Libaong | - Looc - Lourdes - Poblacion - Tangnan - Tawala |

## Demografie
Panglao had bij de census van 2015 een inwoneraantal van 33.553 mensen. Dit waren 4.950 mensen (17,3%) meer dan bij de vorige census van 2010. Ten opzichte van de census van 2000 was het aantal inwoners gegroeid met 12.216 mensen (57,3%). De gemiddelde jaarlijkse groei in die periode kwam daarmee uit op 3,01%, hetgeen hoger was dan het landelijk jaarlijks gemiddelde over deze periode (1,84%).

De bevolkingsdichtheid van Panglao was ten tijde van de laatste census, met 33.553 inwoners op 47,79 km², 702,1 mensen per km².
|  |  |

## Economie
Een van de inkomstenbronnen van de inwoners van Panglao is het toerisme. De grootste trekker is daarbij het strand en bijbehorende accommodaties van Alona Beach aan de zuidoostkust van het eiland, waar veel toeristen gaan duiken of snorkelen bij het daar aanwezige koraalrif.